# Daïra de Marhoum
La daïra de Marhoum est une circonscription administrative algérienne située dans la wilaya de Sidi Bel Abbès. Son chef-lieu est situé sur la commune éponyme de Marhoum.
La daïra regroupe les trois communes:
- Marhoum
- Sidi Chaib
- Bir El Hammam